# The Köln Concert
The Köln Concert er en koncertoptagelse af solo klaverimprovisationer udført af Keith Jarrett i Kölns operahus (Oper Köln) 24 januar, 1975. Optagelsen blev udgivet i 1975 som en dobbelt-LP (ECM), og blev senere udgivet som en CD. Albummet solgte mere end 3.5 millioner eksemplarer og blev dermed det bedst sælgende solo-album i jazzhistorien og det bedst sælgende klaveralbum nogensinde.